# Lithia Springs
Lithia Springs egy statisztikai település és jelenleg önkormányzat nélküli terület (korábban város) az Amerikai Egyesült Államok Georgia államában. A 2010-es népszámláláson a lakosok száma 15491 volt. A területet ásványvízforrásairól nevezték el.
1882-ben lett város, de 1933-ban feloszlatták. 1994-ben ismét város lett, de mindössze hat évvel később önkormányzat nélküli település rangját kapta.
2000. december 20-án a város lakosainak 80%-a arra szavazott, hogy feloszlassák a várost. Ez egy, a város ellen indított pernek volt köszönhető, amely szerint az nem hozott elég bevételt az államnak, hogy megtarthassa rangját. Története során öt polgármestere volt.

## Történet

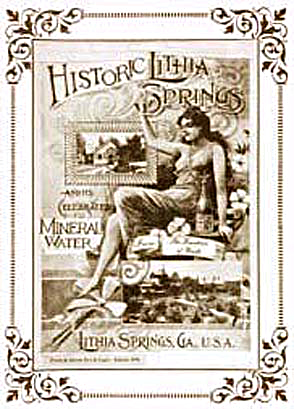
Forrásvizet hirdető poszter (1988)

A közösség története a Lithia Springs természetes ásványvízforrással kezdődik. A város vízének kipróbálásáért többen mérföldeket is utaztak. A szomszédos Austell városát is a vízforrás népszerűsége miatt alapították.
1887-ben Judge Bowden megvásárolta a vízforrásokat, befektetők segítségével és elkezdte eladni a vizet. Ugyanebben az évben megnyílt a Sweet Water Hotel, amely egy 300 szobás luxushotel volt. Itt megfordult Mark Twain, a Vanderbilt-család tagjai, illetve Grover Cleveland, William Howard Taft, William McKinley és Theodore Roosevelt amerikai elnökök is.
1888-ban megnyílt a Piedmont Chautauqua Institute a városban. Ebben az évben közel 30 ezer turista látogatta meg a területet.

## Iskolák
- Annette Winn Elementary (US. Hwy 78)
- Lithia Springs Elementary (Junior High Dr.)
- Sweetwater Elementary (E. County Line Rd.)
- Turner Middle School
- Chestnut Log Middle School (Hwy. 92)
- Lithia Springs Comprehensive High School[5]

## Fontos személyek
- Ruth Blair, Georgia első női történésze itt nőtt fel.
- Walton Goggins, amerikai színész itt nőtt fel.
- Lil Nas X, amerikai rapper itt született.
- Elana Meyers, amerikai olimpikon a Lithia Springs High School tanulója volt.
- Calvin Pace, NFL-játékos a Lithia Springs High School tanulója volt 1994 és 1998 között.